# Reynald Rouleau
Reynald Rouleau OMI (ur. 30 listopada 1935 w Saint-Jean-de-Dieu) – kanadyjski duchowny katolicki, biskup Churchill-Zatoka Hudsona w latach 1987–2013.

## Życiorys
Święcenia kapłańskie otrzymał 2 lutego 1963 w zgromadzeniu oblatów Maryi Niepokalanej. 
15 maja 1987 papież Jan Paweł II mianował go ordynariuszem diecezji Churchill-Zatoka Hudsona, która obejmuje północną Manitobę i ogromne tereny Nunavutu. Bp Rouleau wielokrotnie odwiedzał Polskę, w jego diecezji pracują bowiem polscy misjonarze oblaci. Jeden z nich – o. Wiesław Krótki OMI – został 16 lutego 2013 roku jego następcą.